# Colégio Cearense do Sagrado Coração

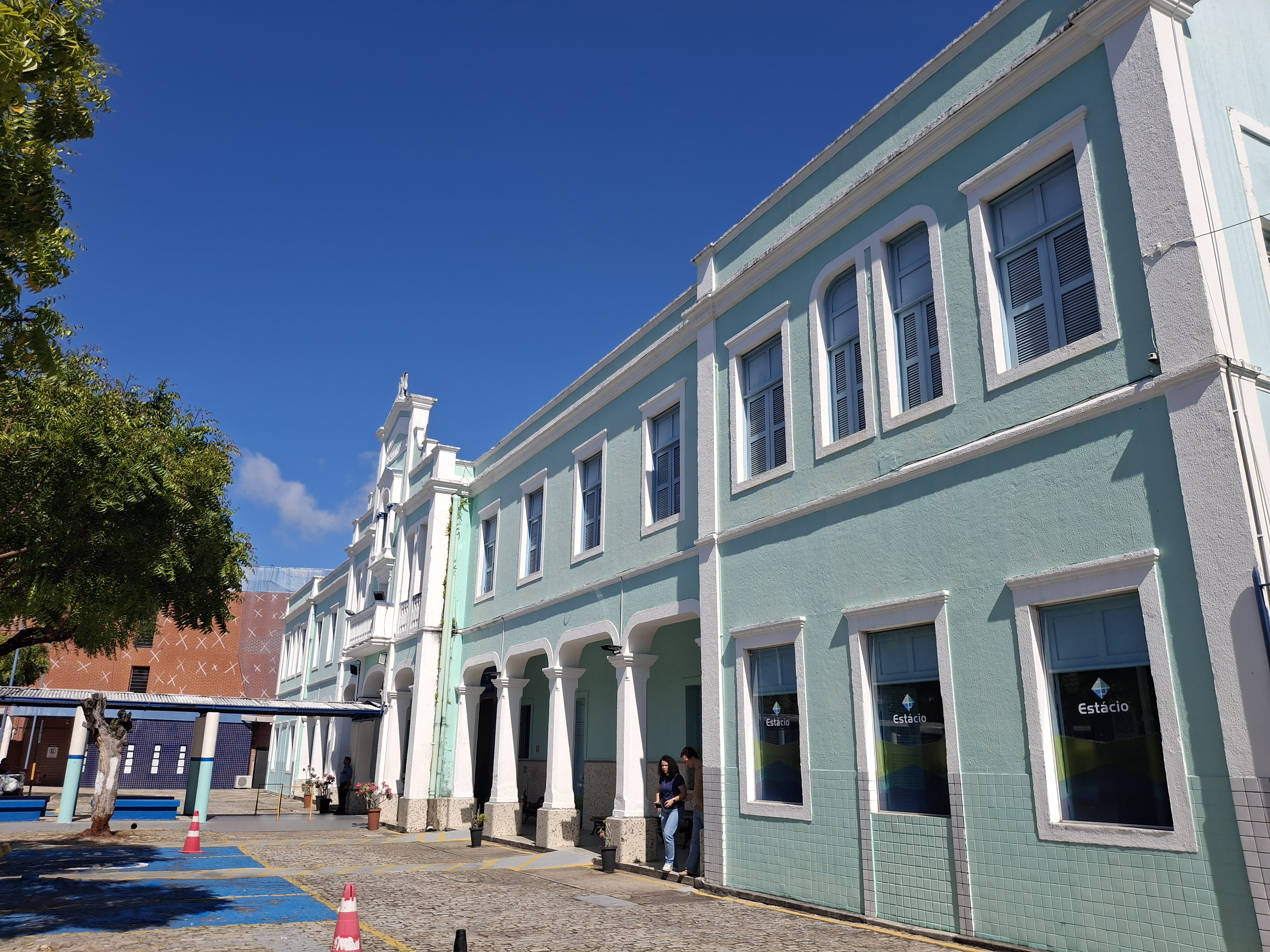
Fachada tradicional do colégio.

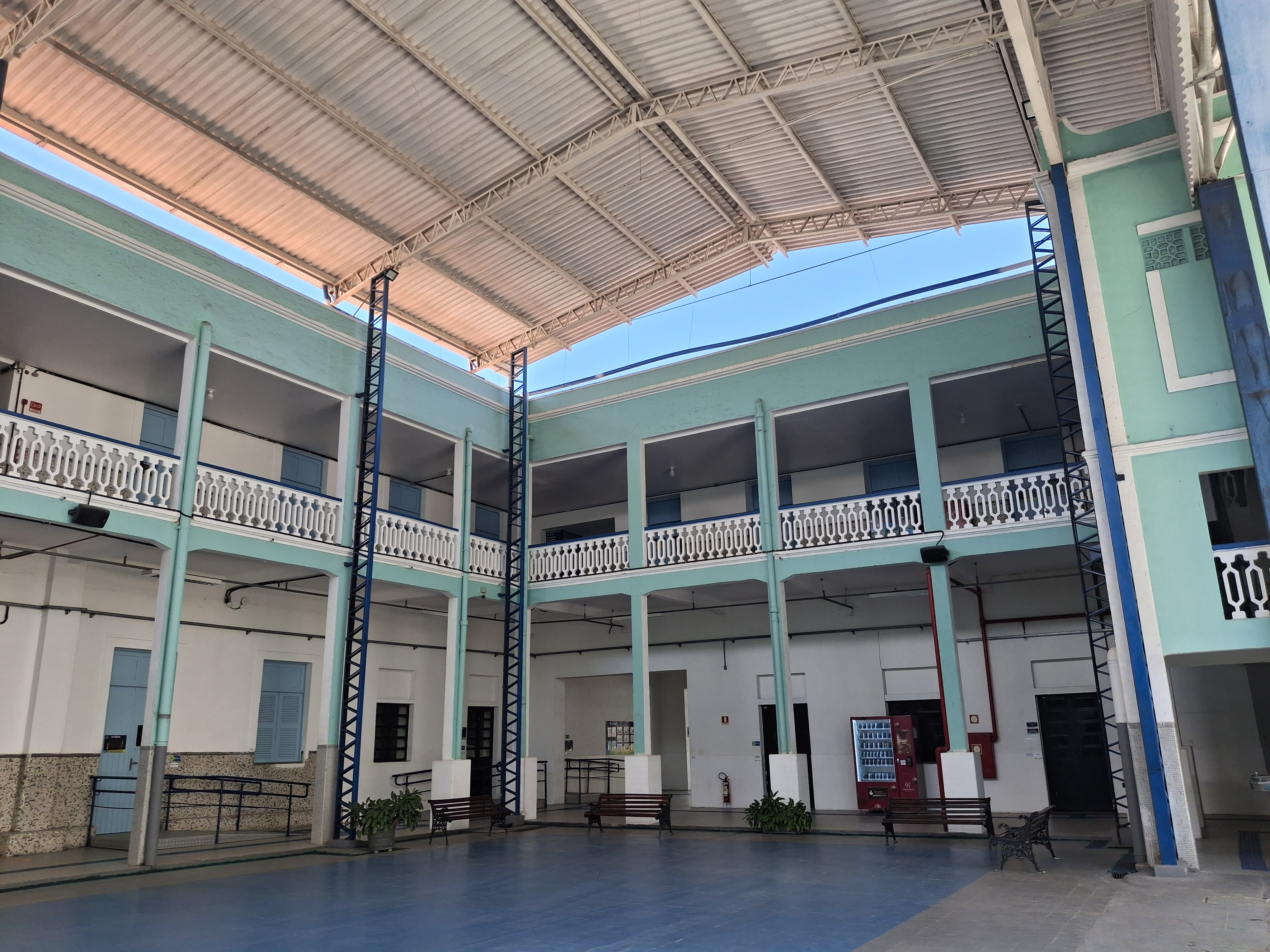
Área interna do colégio.

O Colégio Cearense do Sagrado Coração, popularmente conhecido como Colégio Marista, foi uma instituição educacional de grande importância no Ceará, especialmente na cidade de Fortaleza. Fundado inicialmente em 1913, o colégio teve uma história rica que esteve intimamente ligada ao trabalho da Congregação dos Irmãos Maristas e à trajetória educacional da cidade. Em 2007, o colégio foi fechado, mas sua história permanece viva na memória da comunidade.

## História
A chegada dos primeiros padres maristas ao Brasil, no início de 1903, foi um marco importante na expansão da Congregação dos Irmãos Maristas no país. Eles foram atraídos pela missão de São Marcelino Champagnat, fundador do Instituto dos Pequenos Irmãos de Maria, que visava oferecer uma educação humanizadora e inclusiva. A expedição das congregações católicas na França, em 1880, forçou muitos religiosos a migrar para o Brasil, e os padres maristas começaram a estabelecer escolas em várias regiões, principalmente no Norte e Nordeste do país.
Em 1913, o Bispo de Fortaleza, Dom Manuel da Silva Gomes, reestruturou o Colégio Cearense do Sagrado Coração. Inicialmente fundado por padres diocesanos, o colégio foi transferido para os cuidados dos Irmãos Maristas, que estavam mais alinhados com a filosofia educacional da Congregação. Com o tempo, a escola se consolidou como um centro de educação que promovia os valores de São Marcelino Champagnat, oferecendo uma formação integral aos seus alunos.

## Expansão e contribuições
A procura por vagas no Colégio Cearense foi alta, e para atender à demanda, a instituição passou por diversas mudanças e ampliações. Em 1947, o colégio iniciou um novo capítulo ao fundar a Faculdade Católica de Filosofia do Ceará, com doze cursos voltados para as áreas de linguagens, docência e humanidades. A ideia inicial era estabelecer uma Pontifícia Universidade Católica no Ceará, e os Irmãos Maristas chegaram até mesmo a lançar a pedra fundamental da futura PUC-CE. Embora esse projeto não tenha se concretizado, a Faculdade Católica de Filosofia foi a semente da atual Universidade Estadual do Ceará (UECE).
Durante as décadas de 1960 e 1970, o colégio teve um aumento significativo no número de alunos, refletindo sua importância na cidade. Nos anos 1970, o Colégio Cearense chegou a contar com cerca de 5.200 alunos, todos do sexo masculino. No início dos anos 1980, a instituição passou a adotar o nome de Colégio Marista e passou a ter turmas mistas, com aproximadamente 4.500 alunos matriculados.

## Desafios e fechamento
Nos anos 1990 e 2000, o modelo educacional passou por grandes transformações, e muitas instituições educacionais precisaram se adaptar às novas exigências do mercado e da sociedade. No caso do Colégio Marista, as mudanças no setor da educação e a concorrência das grandes redes de ensino fizeram com que a instituição enfrentasse dificuldades financeiras e administrativas. A estrutura pedagógica e de gestão do colégio tornou-se insustentável diante das novas demandas, o que resultou no anúncio do seu fechamento.
Em 2007, foi oficialmente comunicada a decisão de encerrar as atividades do Colégio Marista, com a última turma se graduando e a escola fechando suas portas no dia 31 de dezembro daquele ano. Em 2017, o prédio do colégio foi tombado como patrimônio histórico e cultural do estado do Ceará e da cidade de Fortaleza, garantindo sua preservação como um marco da história educacional local.

## Legado
Embora o Colégio Cearense do Sagrado Coração tenha encerrado suas atividades, seu legado permanece como um símbolo da educação marista no Brasil. A sua contribuição para o desenvolvimento educacional do estado do Ceará e a formação de várias gerações de alunos é inegável. A arquitetura do prédio, que ainda compõe o cenário urbanístico de Fortaleza, e o reconhecimento como patrimônio cultural são testemunhos de sua importância histórica e educacional.